# Галетич, Алексей Георгиевич
Алексей Георгиевич Галетич (бел. Аляксей Галеціч; род. 15 августа 1990) — белорусский боксёр. Трехкратный призёр Чемпионатов Мира по боксу. Призёр кубка Мира. Чемпион Европы CISM. Мастер спорта Международного класса по боксу (2008 г.). Член Национальной команды Республики Беларусь. Выступает за команду Вооружённых Сил Республики Беларусь. Признавался лучшим боксёром Республики Беларусь.

## Биография
Родился в городе Минске 15 августа 1990 г.. С 1996—2004 учился в политехнической гимназии № 6 г. Минска. С 2007 г. член Национальной команды Республики Беларусь по боксу. С 2008 г. спортсмен-инструктор Спортивного Комитета Вооружённых Сил Республики Беларусь. В 2009 г. окончил Минское областное училище Олимпийского резерва. Специализация — тренер по боксу. В 2010 г. поступил в БГУФК на факультет СПФ СИиЕ. Тренируется под руководством своего отца Галетича Георгия Алексеевича с 8 лет.

## Спортивные достижения
- Призёр ЧМ по юношам 2006 г.(Стамбул. Турция. 50 кг.)[1][2]
- Призёр ЧМ по молодёжи 2008 г.(Гвадалахара. Мексика. 60 кг.)[3][4]
- Призёр 52.CISM Championships — Baku 2008 г.(Баку. Азербайджан. 60 кг.)[5]
- Победитель Кубка Республики Беларусь 2010 г. 2015 г.[6]
- Чемпион Республики Беларусь 2011 г.[7]; 2012 г.[8] 2013 г.[9]
- Чемпион 1.European Open Military Championships — Voru 2012 г. (Вору. Эстония. 64 кг.)[10]
- Призёр Кубка Мира нефтяных стран 2013 г.(Ханты-Мансийск. Россия. 69 кг.)[11]
- Признавался лучшим боксёром Республики Беларусь [12],[13]